# Halina Kunicka
Halina Irena Kunicka-Kydryńska (ur. 18 lutego 1938 we Lwowie) – polska piosenkarka.
Debiutowała na scenie w latach 50. XX wieku, a szczególnie popularna była w latach 60. i 70. Od tego czasu koncertowała ze swoim recitalem po Polsce, wcześniej występowała także w Europie, Izraelu, USA, Kanadzie i Australii. Podczas koncertów często akompaniowali jej Czesław Majewski i Jerzy Derfel. Wydała łącznie 12 płyt, które sprzedały się w łącznym nakładzie ok. 1 mln egzemplarzy, a trzy z nich doczekały się statusu złotych. W swoim repertuarze, głównie popowym, sięgała także po klasykę przedwojennego kabaretu i romanse rosyjskie. Do jej największych przebojów należą: „Orkiestry dęte”, „Niech no tylko zakwitną jabłonie”, „Lato, lato czeka”, „Od nocy do nocy”, „To były piękne dni” i „Gwiazda naszej miłości”.

## Życiorys
Urodziła się 18 lutego 1938 we Lwowie, a mieszkała w Hoszczy pod Lwowem. Jest córką Wacława Kunickiego (ur. 18 maja 1906) i Zofii z domu Bek. Jej ojciec był oficerem Korpusu Ochrony Pogranicza – pełnił funkcję dowódcy plutonu w 1 kompanii Batalionu KOP „Hoszcza”, a podczas wojny obronnej 1939 walczył jako dowódca 1 kompanii ckm w 98 Pułku Piechoty; jego dalsze losy nie są znane; według informacji, do jakich dotarła Kunicka już w latach 2000., ojciec mógł zginąć w Katyniu. Jako dziecko kilkukrotnie przeprowadzała się z matką; mieszkały w Grójcu, Radości i Warszawie.
Muzyką zainteresowała się dzięki matce, która śpiewała i grała na pianinie, a także zapoznawała córkę z piosenkami harcerskimi, przedwojennymi i powstańczymi oraz repertuarem kabaretowym i muzyką lwowską. W wieku 16 lat zdała maturę w VII Liceum Ogólnokształcącym im. Juliusza Słowackiego w Warszawie. Za namową ojczyma, adwokata Mieczysława Góralewicza, podjęła studia prawnicze na Uniwersytecie Warszawskim, które ukończyła w 1959 na podstawie pracy magisterskiej pt. Udział prokuratora w procesie prywatnoskargowym. Będąc na trzecim roku studiów, zdobyła wyróżnienie w organizowanym przez Polskie Radio konkursie dla piosenkarzy-amatorów, a w nagrodę dostała się do studia piosenkarskiego, w którym pobierała lekcje śpiewu i solfeżu u Hanny Skarżanki, Igora Śmiałowskiego i Tomasza Dąbrowskiego. Emisję głosu doskonaliła również u Wandy Wermińskiej i Olgi Łady. Od 1958 przez kolejne trzy lata występowała w kabarecie Pinezka.
W 1959 dokonała pierwszych nagrań radiowych, zarejestrowała m.in. utwór „Czumbałałajka”. Nagrała także piosenki do filmów: „Są takie dni” z Lunatyków Bohdana Poręby i „Lato, lato” z Szatana z siódmej klasy Marii Kaniewskiej. W sierpniu 1964 wystąpiła z piosenkami „Chłopcy z obcych mórz” i „Przyjdzie na to czas” w koncercie polskim podczas 4. Międzynarodowego Festiwalu Piosenki w Sopocie. W 1966 wydała swoją pierwszą płytę, zatytułowaną po prostu Halina Kunicka. W latach 60. występowała też w popularnych audycjach radiowych: Podwieczorek przy mikrofonie i Zgaduj-zgadula oraz w programie Telewizyjna Giełda Piosenki. Zaczęła też koncertować za granicą, odbyła trasę po Bułgarii. Po powrocie do Polski ruszyła w rejs TSS „Stefan Batory”, na którym śpiewała. W 1967 wystąpiła z utworem „Popatrz kto to jest” podczas 5. Krajowego Festiwalu Piosenki Polskiej w Opolu, otrzymała nagrodę krytyki muzycznej na festiwalu w Splicie i wydała swój drugi album studyjny pt. Panienki z bardzo dobrych domów. W czerwcu 1969 wystąpiła kilka razy podczas 7. KFPP w Opolu.
W 1970 za utwór „Orkiestry dęte” otrzymała nagrodę publiczności na 10. Międzynarodowym Festiwalu Piosenki w Sopocie i wyróżnienie na 1. Międzynarodowym Festiwalu Piosenki w Tokio. W tym samym roku wydała album pt. Kunicka oraz wystąpiła w kilku koncertach podczas 8. KFPP w Opolu. W 1971 otrzymała pierwszą nagrodę, nagrodę dziennikarzy i nagrodę publiczności na festiwalu w Dreźnie, a także wydała album pt. Ach, panie, panowie… i wystąpiła na 9. KFPP w Opolu, na którym fotoreporterzy okrzyknęli ją tytułem „Miss Obiektywu”. W 1972 reprezentowała Polskę w zespole artystów na olimpiadzie oraz wystąpiła z piosenką „Czekaj mnie, wypatruj mnie” podczas 10. KFPP w Opolu. W 1973 wydała swoją kolejną płytę pt. W innym lesie, w innym sadzie, a także wystąpiła z utworem „Premiera” w koncercie Premier na 11. KFPP w Opolu. W 1974 wydała album, zatytułowany po prostu Halina Kunicka, oraz uświetniła minirecitalem koncert inaugurujący 12. KFPP w Opolu, na którym zaśpiewała także duet „Ballada o dobrej żonie” w duecie z Lucjanem Kydryńskim. W 1975 nagrała utwór „Od nocy do nocy”, będący motywem przewodnim filmu Jerzego Antczaka Noce i dnie. Piosenką promowała swój kolejny album, również zatytułowany Od nocy do nocy, który wydała w 1977. Rok później premierowo zaprezentowała płytę pt. 12 godzin z życia kobiety, na którą nagrała utwory napisane specjalnie dla niej przez Jerzego Derfela do słów Wojciecha Młynarskiego. W latach 70. występowała także m.in. w paryskiej Olimpii oraz w USA i Australii. W czerwcu 1979 zaśpiewała „Orkiestry dęte” podczas koncertu Przeboje 35-lecia na 17. KFPP w Opolu.
W 1980 wystąpiła w programie telewizyjnym Studio Gama, w którym zaśpiewała piosenki z płyty pt. 12 godzin z życia kobiety. W 1984 wydała album pt. Co się stało. W 1988 wystąpiła z piosenkami „Spóźniłam się na swój ślub” i „Zabłyśnie dzień” w koncercie jubileuszowym Róbmy swoje z okazji 25-lecia pracy artystycznej Wojciecha Młynarskiego w ramach 25. KFPP w Opolu.
W latach 90. zawiesiła karierę artystyczną, by skupić się na opiece nad chorującym mężem. W 2004 została odznaczona Krzyżem Kawalerskim Orderu Odrodzenia Polski za „wybitne zasługi w pracy artystycznej”, a w 2005 odebrała Brązowy Medal „Zasłużony Kulturze Gloria Artis”. W grudniu 2006, trzy miesiące po śmierci męża, powróciła na scenę po kilkuletniej przerwie, grając koncert kolęd w kościele św. Anny w Warszawie. Od tamtej pory gra recitale po całej Polsce. W 2009 nakładem wytwórni Polskie Nagrania „Muza” ukazał się album kompilacyjny pt. Świat nie jest taki zły, zawierający 40 największych przebojów z repertuaru Kunickiej.

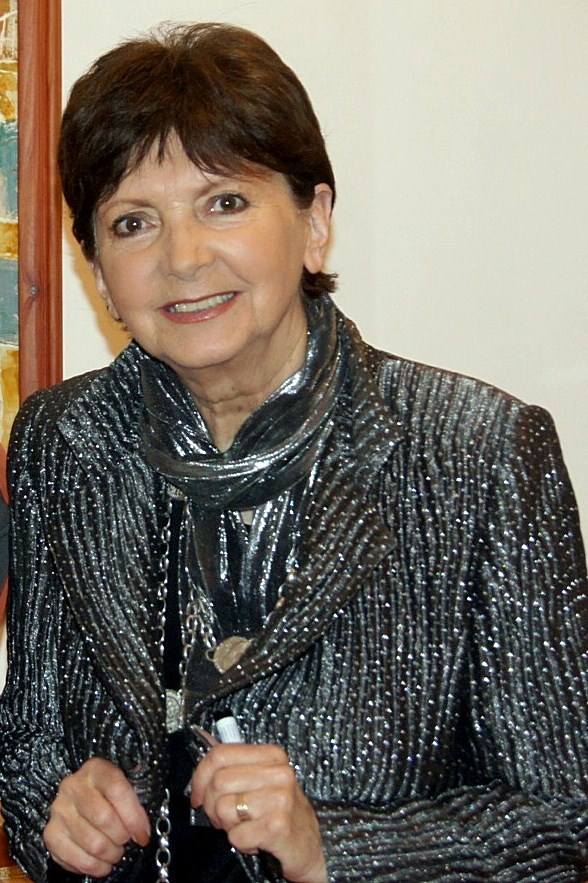
Halina Kunicka (2012)

W lutym 2015 nakładem Wydawnictwa „Otwarte” ukazała się książka biograficzna pt. Halina Kunicka. Świat nie jest taki zły, będąca wywiadem-rzeką przeprowadzonym przez Kamilę Drecką-Anderman. Od tamtej pory w ramach promocji książki odbywa spotkania autorskie na terenie Polski, często połączone z recitalami. W czerwcu 2015 otrzymała Honorowy Złoty Mikrofon Polskiego Radia podczas 52. Krajowego Festiwalu Piosenki Polskiej w Opolu. W 2017 przyznano jej Srebrny Medal „Zasłużony Kulturze Gloria Artis”. W sierpniu 2018 reedycję miał jej album 12 godzin z życia kobiety z 1978. Latem 2019 gościła w jednym z odcinków programu rozrywkowego Polsatu Twoja twarz brzmi znajomo, w którym imitowała ją aktorka i wokalistka Emilia Komarnicka-Klynstra.

## Wpływ na popkulturę
Została jedną z bohaterek wiersza Zbigniewa Herberta „Dalida”, opublikowanego w 1998 w tomie poetyckim Epilog burzy. W postać artystki wcielili się Zofia Zborowska, Honorata Skarbek, Emilia Komarnicka-Klynstra i Robert Janowski w programie rozrywkowym Polsatu Twoja twarz brzmi znajomo.

## Życie prywatne
W wieku 22 lat wyszła za Stanisława Wierzbickiego, inżyniera budownictwa, z którym rozwiodła się po siedmiu latach małżeństwa. W marcu 1968 poślubiła dziennikarza i konferansjera Lucjana Kydryńskiego w obecności świadków: Jerzego Połomskiego i Edyty Wojtczak. Mieli syna, Marcina (ur. 1968).

## Dyskografia
Dyskografia opracowana na podstawie materiału źródłowego.
- 1966 – Halina Kunicka
- 1967 – Panienki z bardzo dobrych domów
- 1970 – Kunicka
- 1971 – Ach, panie, panowie…
- 1973 – W innym lesie, w innym sadzie
- 1974 – Halina Kunicka
- 1977 – Od nocy do nocy
- 1978 – 12 godzin z życia kobiety
- 1984 – Co się stało
- 2000 – Upływa szybko życie

## Odznaczenia
- Krzyż Kawalerski Orderu Odrodzenia Polski (2004, za wybitne zasługi w pracy artystycznej)[28]
- Złoty Medal „Zasłużony Kulturze Gloria Artis” (2025)[53]
- Srebrny Medal „Zasłużony Kulturze Gloria Artis” (2017)[42]
- Brązowy Medal „Zasłużony Kulturze Gloria Artis” (2005)[29]
- Odznaka Honorowa „Zasłużony dla Mazowsza” (2025)[54][55]
- Odznaka Zasłużony dla Warszawy